# Mayte Martínez

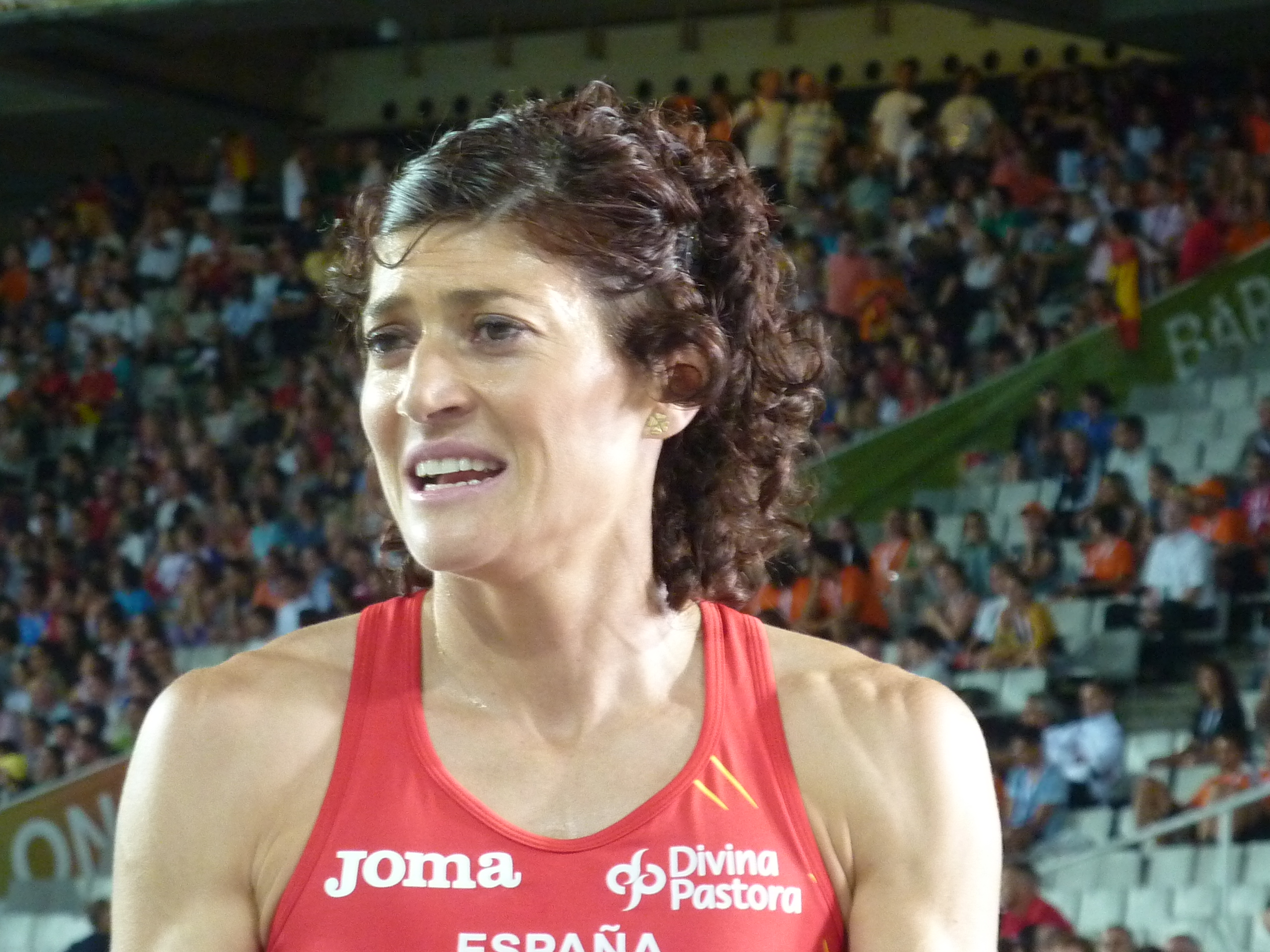
Mayte Martínez bei den Europameisterschaften 2010

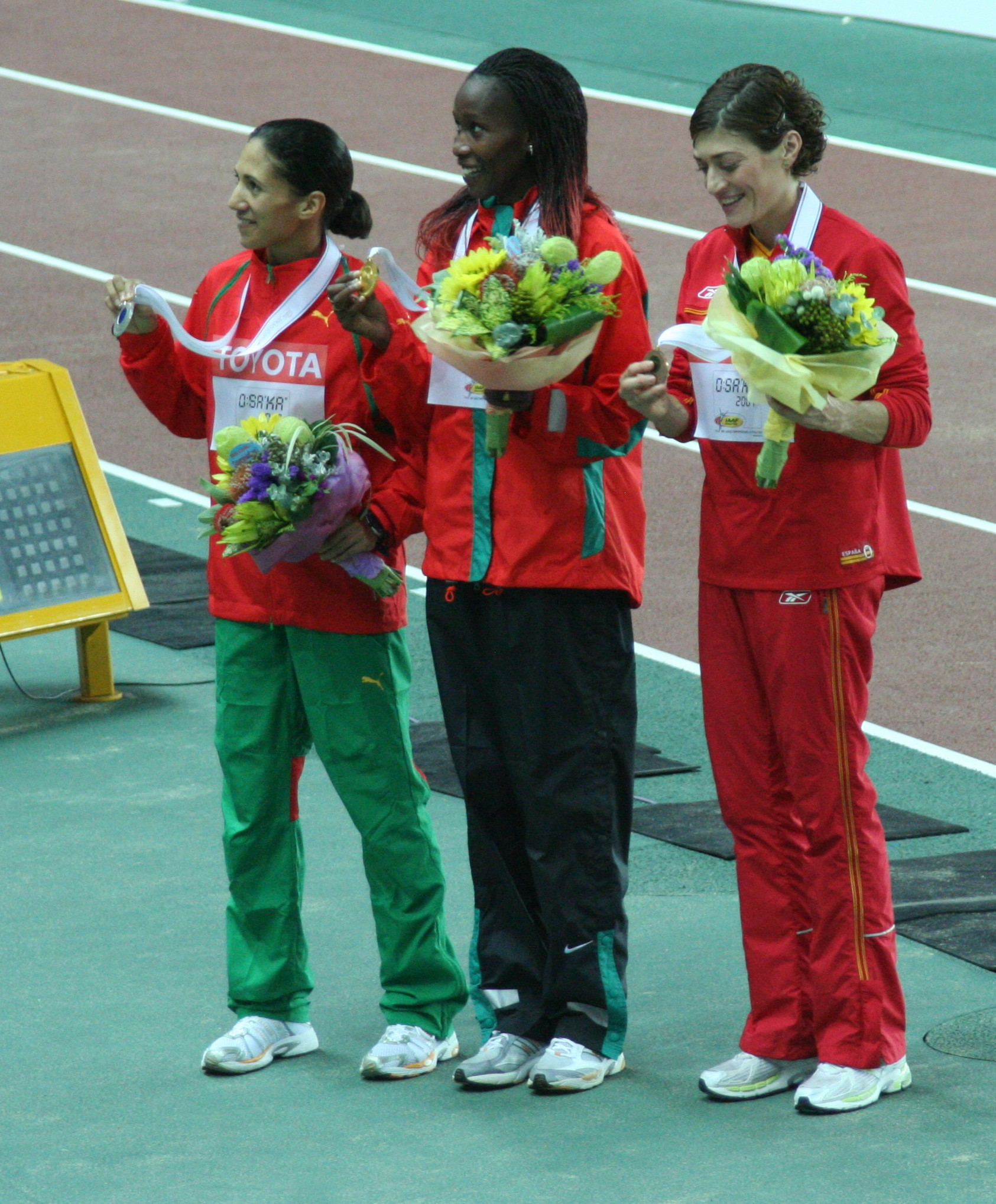
Martínez (rechts) bei den Weltmeisterschaften 2007

Mayte Martínez (María Teresa Martínez Jiménez; * 17. Mai 1976 in Valladolid) ist eine ehemalige spanische Leichtathletin.

## Leben
Bei den Olympischen Spielen 2000 in Sydney und 2004 in Athen erreichte Mayte Martínez jeweils das Halbfinale im 800-Meter-Lauf. Bei den Weltmeisterschaften 2001 in Edmonton (Siebte) und 2005 in Helsinki (Fünfte) stand sie im Finale. 2002 in München wurde sie Vizeeuropameisterin in 1:58,86 Minuten hinter der Slowenin Jolanda Čeplak und vor der Britin Kelly Holmes.
Weitere Medaillen konnte die spurtstarke Spanierin in der Halle gewinnen. 2003 gewann sie Bronze bei den Hallenweltmeisterschaften in Birmingham, 2005 wurde sie bei den Halleneuropameisterschaften Zweite.
Nachdem sie 2006 bei den Europameisterschaften in Göteborg nur Siebte geworden war, fand sie 2007 zu alter Spurtstärke zurück. Im Finale der Weltmeisterschaften 2007 in Osaka lag sie zu Beginn der letzten Runde zusammen mit der Marokkanerin Hasna Benhassi am Ende des Feldes. Benhassi versuchte bereits auf der Gegengeraden Plätze gut zu machen, Martínez versuchte ihr zu folgen. Eingangs der Zielgeraden noch auf Platz sieben liegend überspurtete sie das Feld und wurde hinter Janeth Jepkosgei Busienei aus Kenia und Benhassi Dritte in neuer persönlicher Bestzeit.
Bei den Hallenweltmeisterschaften 2008 kam Martínez auf Platz vier und bei den Weltmeisterschaften 2009 auf Rang sieben. Dieselbe Platzierung erreichte sie bei den Europameisterschaften 2010 in Barcelona. 2012 beendete Martínez ihre Karriere.
Ihre Bestzeit liegt im Freien bei 1:57,62 Minuten (2007), in der Halle hält sie den spanischen Rekord mit 1:59,52 (2004). Mayte Martínez ist 1,68 m groß und wog in ihrer Wettkampfzeit 56 kg.